# Abominable (film, 2019)
Ne doit pas être confondu avec Abominable (film, 2006).
Pour les articles homonymes, voir Abominable.
Pour plus de détails, voir Fiche technique et Distribution.
Abominable est un film d'animation américano-chinois réalisé par Jill Culton et Todd Wilderman, sorti en 2019.
Yi, une jeune fille chinoise, trouve un jeune yéti magique, qu'elle nomme Everest, et l'aide à retrouver sa famille. Pendant leur quête, ils doivent surmonter leurs plus grandes peurs tout en voyageant à travers différentes dimensions, accompagnés de leurs amis, Jin et Peng.

## Synopsis
Un jeune yéti s'échappe d'un complexe de Shanghai appartenant au riche homme d'affaires M. Burnish, qui a l'intention de l'utiliser pour prouver l'existence du yéti au monde. Pendant ce temps, l'adolescente Yi vit avec sa mère et Naï Naï (grand-mère) dans un immeuble d'appartements. Elle mène une vie bien remplie et néglige de passer du temps avec sa famille et ses amis, le fan de basket-ball Peng et son cousin technophile et populaire Jin. Yi est également violoniste, mais n'a pas joué depuis la mort de son père, car il était aussi violoniste.
Un soir, Yi rencontre le Yéti près de sa  « maison cubby » sur le toit de son immeuble à Shanghai, et l'appelle Everest. Tout en le cachant des hélicoptères de Burnish Industries, Yi gagne sa confiance en le nourrissant à Baozi et en traitant ses blessures. Yi apprend que Everest veut se réunir avec sa famille sur le mont Everest, tandis qu'Everest apprend le désir de Yi de voyager à travers la Chine — quelque chose que son père avait toujours voulu. Lorsque les forces de sécurité privées de Burnish Industries se rapprochent de la cachette d'Everest, Everest s'enfuit avec Yi. Après avoir échappé de justesse à un hélicoptère Burnish à l'Oriental Pearl Tower, Yi et Everest s'enfuient sur un navire transportant une cargaison de cola rouges, suivis de Peng et d'un Jin réticent.
Yi, Everest et les garçons atteignent un port dans le sud de la Chine et voyagent en camion. Après que leur caisse est tombée du camion, ils se retrouvent dans une forêt. Là, Everest émerveille les humains avec ses pouvoirs mystiques de stimulation de la croissance parmi les buissons de myrtille. Pendant ce temps, M. Burnish et la zoologiste Dr Zara donnent la chasse à Everest. En suivant Everest et la piste de ses amis humains, ils les rattrapent dans la région du Sichuan, où Everest utilise son pouvoir pour faire croître un pissenlit jusqu’à une taille gigantesque. Alors que Yi, Everest et Peng parviennent à s'échapper lors de la fusillade, soufflés par le vent, Jin est laissé derrière et capturé par les hommes de Burnish.
Malgré la prétention du Dr Zara de prendre soin des animaux, Jin apprend qu'elle prévoit de traquer le yéti pour le vendre. Il apprend également que le M. Burnish, apparemment au cœur froid, a un faible pour les animaux, y compris la gerboise albinos, l'animal de compagnie de Zara, nommée Duchesse. Il parvient à s'échapper du camp et poursuit les autres à pied. Pendant ce temps, Yi, Everest et Peng atteignent le désert de Gobi, où ils se lient d'amitié avec plusieurs tortues, qui acceptent avec gratitude leur pissenlit géant. Plus tard, ils se rendent dans une ville sur les rives de la fleuve Jaune, où les hommes de Burnish Industries les coince. Peng les aide à s'échapper en libérant une ruée de yaks. Avec l'aide de Jin, ils s'échappent de l'autre côté de la rivière Jaune vers un champ de fleurs jaunes, que Everest provoque pour se déplacer comme des vagues, créant plus de distance de leurs poursuivants.
Poursuivant leur voyage, dont Yi se rend compte qu'il fait exactement le voyage qu’elle rêver de faire avec son père, les humains et Everest finissent par atteindre l'Himalaya. En traversant un pont, ils sont piégés des deux côtés par les forces de Burnish Industries. Cependant, M. Burnish cesse de vouloir capturer le Yéti après avoir vu Everest protéger les enfants, ce qui lui rappelle sa première rencontre avec une femelle yéti, qui protégeait son jeune. Caressant toujours le rêve de piéger Everest pour en tirer profit, le Dr Zara injecte alors un tranquillisant à M. Burnish pour éviter qu’il ne fasse obstacle à ses plans, avant d’anesthésier Everest. Quand Yi essaie de protéger Everest, le Dr Zara la jette par-dessus le pont, puis quitte la montagne avec Everest en cage et Peng et Jin captifs.
Cependant, Yi parvient à s'accrocher à une corde. Elle utilise ensuite son violon, qu’Everest a réparé avec une partie de sa magie, pour invoquer de la glace. Cela revigore Everest, qui se libère de sa cage. Le Dr Zara tente de tuer Everest, faute de pouvoir le prendre vivant mais l'avalanche qu'elle provoque la fait tomber, elle et le capitaine, du flanc de la falaise jusqu'à leur disparition.
Pour protéger Everest et les yétis de l'humanité, M. Burnish accepte d'aider Yi, Peng et Jin à garder son existence secrète. Yi, Peng, Jin et Everest continuent le voyage jusqu'au mont Everest, où ils réunissent Everest avec sa famille.
De retour à Shanghai avec l'aide de M. Burnish, Yi passe plus de temps avec sa mère, sa grand-mère, Peng et Jin.

## Fiche technique
- Titre original et français : Abominable
- Réalisation : Jill Culton
- Co-réalisation : Todd Wilderman
- Scénario : Jill Culton
- Storyboard : Ennio Torresan Jr.
- Montage : Susan Fitzer
- Musique : Rupert Gregson-Williams
- Photographie : Robert Edward Crawford
- Producteur : Suzanne Buirgy
  - Producteur délégué : Tim Johnson
- Sociétés de production : DreamWorks Animation et Pearl Studio
- Société de distribution : Universal Pictures (États-Unis), Pearl Studio (Chine)
- Pays d’origine :  États-Unis,  Chine,  Japon[1]
- Langue originale : anglais
- Durée : 109 minutes
- Genre : animation, aventures, fantastique
- Dates de sortie :
  - États-Unis : 25 septembre 2019
  - France : 23 octobre 2019

## Distribution

### Voix originales
- Chloe Bennet : Yi
- Tenzing Norgay Trainor : Jin
- Albert Tsai : Peng
- Tsai Chin : Nai Nai
- Michelle Wong : la mère de Yi
- Eddie Izzard : M. Burnish
- Sarah Paulson : Dr Zara
- Rich Dietl : le capitaine

### Voix françaises
- Cerise Calixte : Yi
- Tom Trouffier : Jin
- Oscar Pauwels : Peng
- Annie Le Youdec : Nai Nai
- Julie Turin : la mère de Yi
- Michel Elias : M. Burnish
- Virginie Caliari : Dr Zara
- Marc-Antoine Frédéric : le capitaine
- Jean-Alain Velardo : le copilote, des soldats et un villageois

### Voix québécoises
- Aurélie Morgane : Yi
- Xavier Dolan : Jin
- Louis-Julien Durso : Peng
- Jean-Jacques Lamothe : Burnish
- Mélanie Laberge : Dr Zara
- Johanne Garneau : Nai Nai

 Source et légende : version québécoise (VQ) sur Doublage.qc.ca